# A Magyar Nép Könyvtára (Szent István Társulat)
A Magyar Nép Könyvtára 19. század végi – 20. század eleji, vegyes tartalmú magyar könyvsorozat. A Szent István Társulat kiadásában Budapesten 1895 és 1903 között megjelent kötetek a következők voltak:
- I–IV. köt. Vincze Ambró. Elbeszélések a magyar nép életéből. (291, 250, 298, 258 l.) 1895.
- V. köt. Bodnár Gáspár. A műhelyből. Elbeszélések a magyar iparosok életéből. (148 l.) 1896.
- VI. köt. Kincs István. Tanulságos történetek. (170 l.) 1897.
- VII–VIII. köt. Bodnár Gáspár. A magyar nemzet története. 2 kötet. (207, 188 l.) 1899.
- IX–X. kötet. Sziklay János. A magyar föld. 2 kötet. (142, 168 l.)
- XI. kötet. Nagy János. Mit igér és ad a szociáldemokrácia. (180 l.) 1903.